# أميليس ماروكانا
أميليس ماروكانا (الاسم العلمي: Ameles maroccana) هو نوع من فرس النبي، يوجد في المغرب.